# Дитрихштейн, Александра Андреевна
Княгиня Александра Андреевна Дитрихштейн (урождённая графиня Шувалова; 19 декабря 1775 — 10 ноября 1847) — фрейлина двора (1792), жена камергера князя Франца фон Дитрихштейна; кавалерственная дама орден Звёздного креста (1834) и придворная дама австрийского двора; одна из первых русских аристократок, перешедших в католичество.

## Биография
Младшая дочь сенатора графа Андрея Петровича Шувалова (1744—1789) от его брака с Екатериной Петровной Салтыковой (1743—1817), дочерью фельдмаршала. Родители её были горячими поклонниками Вольтера и под его влиянием дали своим детям чисто французское воспитание. Свободно владела французским, итальянским и английским языками, но русского почти не знала. С 1776 по 1780 года жила с родителями за границей, после в Петербурге. В 1787 году вместе с ними сопровождала императрицу Екатерину II в её поездке по Крыму. В 1792 году была пожалована во фрейлины ко двору великой княгини Елизаветы Алексеевны, где её мать состояла гофмейстериной. По своему положению юная графиня Шувалова была близка к императорской фамилии и принимала участие во всех придворных развлечениях.
В 1797 году Шуваловы присутствовали на коронации Павла I в Москве, во время празднества которых состоялась помолвка графини Александры Шуваловой с австрийским послом князем Францем фон Дитрихштейном (1767—1854). Согласно воспоминаниям графини В. Н. Головиной, Дитрихштейн был очень хорошо принят в Петербурге и последовал за двором в Москву. Не живя в Петровском, он каждый день приезжал обедать к Павлу I, а время до ужина проводил у графини Шуваловой, младшая дочь которой самым сильным образом влюбилась в него. Князь совсем не отвечал на эту страсть, но в дело вмешался граф де-Шуазёль и так хорошо повел интригу, что через шесть недель князь уезжал из Москвы с графиней Шуваловой, в качестве её будущего зятя. Положение дипломата и особая милость к Дитрихштейну императора придавали этому браку блеск, отразившийся и на графине Шуваловой, к которой Павел не очень благоволил.

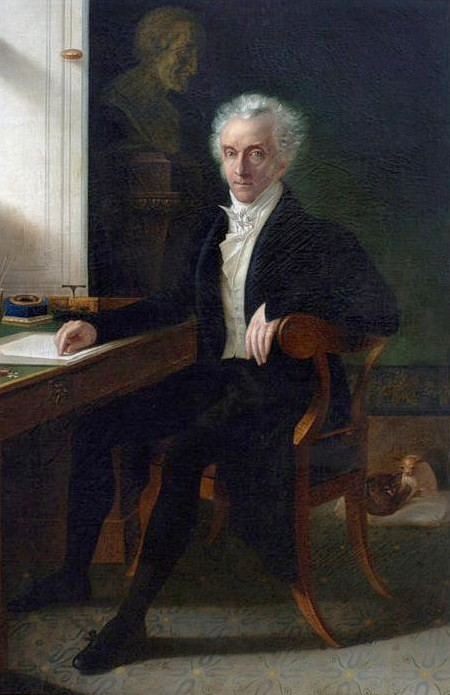
Франц фон Дитрихштейн

16 июля 1797 года в придворной церкви в Петергофе в присутствии всего двора состоялось торжественное бракосочетание. В своем дневнике Станислав Понятовский писал: «Нунций Лита, в епископской одежде, благословил супругов; потом их обвенчали в Дворцовой церкви по обряду греческого исповедания: граф Д. Литта держал венец над женихом, а граф Шувалов над невестою. Сама императрица убирала её собственными бриллиантами, которых было на ней почти на миллион». Первый год своего замужества Александра Андреевна провела в Петербурге, где 28 марта 1798 года родился её единственный сын Иосиф. Вскоре князь Дитрихштейн получил новое назначение и в октябре супруги уехали в Вену. В новой обстановке княгиня чувствовала себя не комфортно, к тому же в венском обществе она получила холодный прием. Сестра князя Дитрихштейна, известная красавица графиня Кински, в своем дневнике оставила весьма критическую оценку своей родственнице: 

Все вокруг только и говорят, что она уродливая и очень мала ростом, мама единственная, кто относится к ней справедливо; она очень застенчивая и от смущения говорит так тихо, что её трудно понять, к тому же она имеет сильный акцент, а её медленный и вялый голос делает её крайне неприятной. Я много наблюдаю за своей невесткой, говорю ей в лицо, что она красивая, что доказывает её тактичность; впрочем, нам всегда есть о чём поговорить.
Пренебрежительное отношение окружающих, их враждебное настроение и ложь, привели княгиню к нервному расстройству. К тому же брак не был счастливым. После поездки мужа в Берлин и в Швейцарию она почувствовала его охлаждение. Узнав о его неверности, она предпочла промолчать. В 1801 году Александра Андреевна решила на время уехать в Россию, где присутствовала на коронации Александра I. Находясь в Петербурге, она получила письмо от мужа, в котором он предлагал ей расстаться, но сделав вид, что не получала письма, она вернулась в Вену. Вскоре муж и его семья окончательно от неё отвернулись. В 1804 году князь Дитрихштейн официально развелся с женой. Чтобы быть ближе к сыну Иосифу, который остался с отцом, княгиня Дитрихштейн вместе с матерью поселилась недалеко от Вены, в Бадене.
В это трудное для себя время, чтобы отвлечься, она занималась литературой и живописью, пока не обратилась к Богу. В своих религиозных поисках в 1808 году княгиня первый раз посетила Рим, где папа Пий VII подготовил её к католическому причастию и отречению. В 1809 году она перешла в католичество, посвятив истории своего обращения книгу. Свое отречение от православия княгиня написала в письменной форме, этот текст Пий VII взял в качестве образца для «всех раскольников, которые захотят вернутся к лону Церкви». Вслед за княгиней Дитрихштейн в католичество обратились и другие члены её семьи, в том числе и её 66-летняя мать графиня Шувалова.

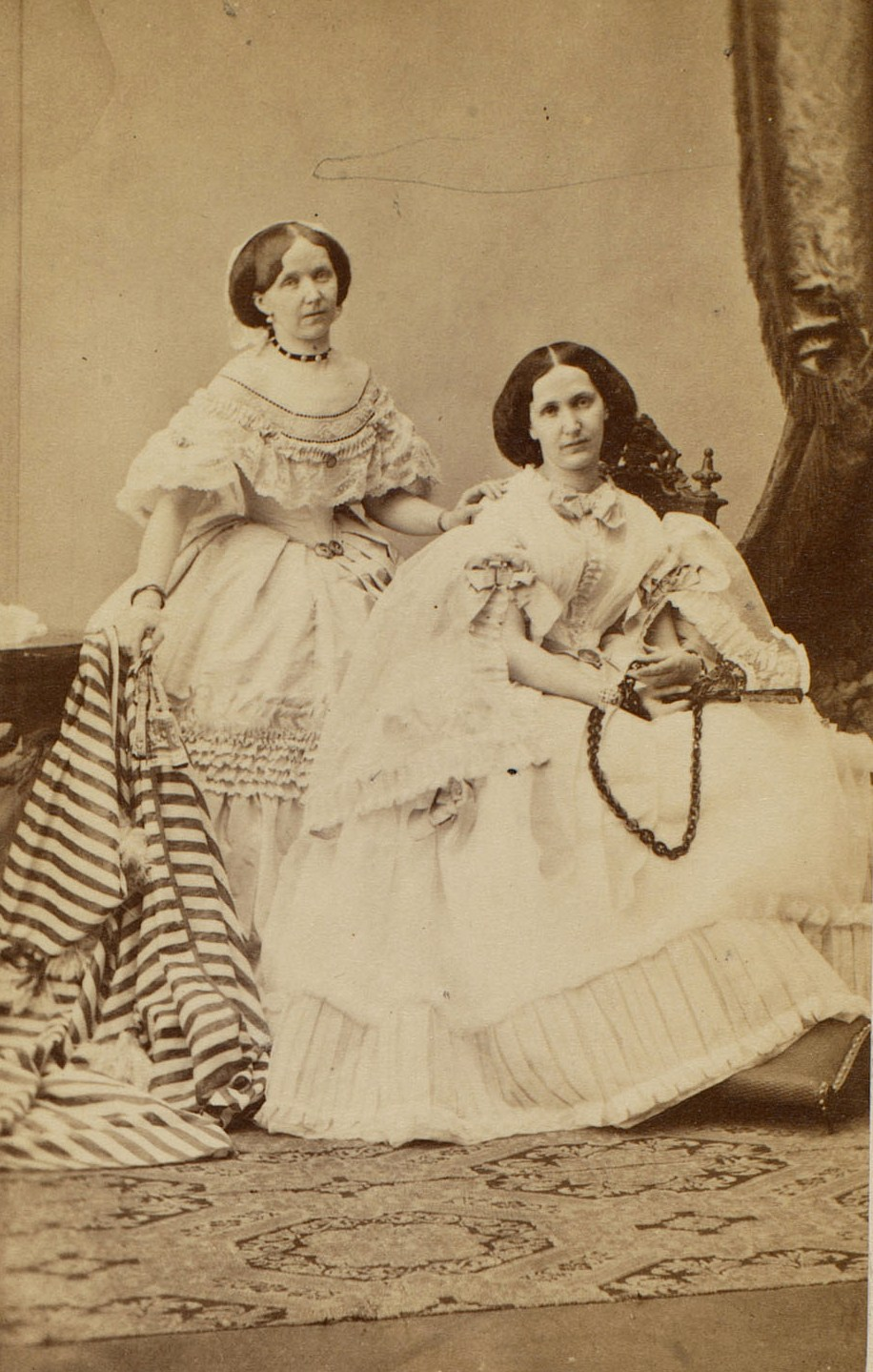
Александра (1824—1906) и Клодильда (1828—1899), внучки княгини А. Дитрихштейн

С этого момента почти вся жизнь княгини будет связана с Италией. Вместе с матерью она проживала в Риме во дворце на виа делла Скрофа, где около 1815 года с разрешения папы построила семейную часовню, а в 1824 году разработала план и открыла Дом милосердия для девочек. Живя постоянно за границей, княгиня Дитрихштейн не порывала связей с родиной, на её больших завтраках с блинами по воскресеньям бывали многие русские путешественники.
В 1830-х годах из-за финансовых трудностей она была вынуждена вернуться в Вену, где состояла придворной дамой при дворе императрицы Каролины Августы и пользовалась уважением в местном обществе. Будучи отделена от сына, она смогла сохранить с ним самые теплые отношения, и состояла с ним в постоянной переписке. Князь Иосиф (1798—1853) жил с семьей в Праге и княгиня часто его навещала. С невесткой и четырьмя внучками у неё были самые доверительные отношения. Скончалась от болезни сердца в ноябре 1847 года в Вене. Согласно завещанию тело её было перевезено в Рим и похоронено в базилики Святой Марии над Минервой.
Кроме обширной переписки княгиня Дитрихштейн оставила после себя большое литературное наследие: два дневника (1797—1798 и 1804), плана и зарисовки воспоминаний, историю о своем обращении в католицизм (посмертно была издана её внучкой), несколько рассказов и сочинений религиозно-нравственного характера, сказок, тринадцать пьес и четыре истории любви (Amour allemand, Amour italien, Amour russe, Amour suisse). Ныне все её работы хранятся в семейном архиве Дитрихштейн в Моравском архиве в Брно.